# 갈릴레오 (항법 시스템)

갈릴레오(Galileo)는 유럽 우주국(ESA) 및 타 국가들이 공동으로 개발하고 있는 범지구위성항법시스템의 하나이다.

## 개요
고도 약 2만 4천km의 상공에 30기의 인공위성을 쏘아 올리는 대규모 계획으로 미국 국방부가 운영하는 GPS와 같이 군사상의 이유 등에서 나타나는 서비스의 열화 및 중단을 피할 목적으로 개발하고 있다. 갈릴레오는 2005년 12월 28일에 GIOVE-A 위성 1기를 발사하여 2006년 1월 12일부터 시험 전파가 발사되었고 2007년 5월 2일에 영국 서리위성기술(Surrey Satellite Technology)이 작성한 항법 메시지가 길드포드 지구국으로부터 GIOVE-A 위성에 업로드되어 방송되었다.
2006년 중에 발사 예정이었던 2기의 위성은 2007년 말로 발사가 늦어졌다. 또한 본격 이용 개시는 2010년 경으로 계획되어 있었지만 2013년으로 연기되었다. 당초 사업비는 36억 유로 내지 38억 유로 정도로 책정되었고 민간기업들이 총 24억 유로를 부담할 예정이었지만 공동 사업체의 체제가 갖추어지지 않았고 2007년 5월에 EU는 공적 자금으로 전액 인수할 계획 수정안을 결정해 같은 해 11월에 승인하였다. 2016년 말까지 30개 위성 중 14개를 가동할 예정이고 2020년까지 30개의 위성을 발사하여 갈릴레오 항법시스템이 완성될 예정이다.

## EU 외의 참가국
- 이스라엘
- 대한민국
- 우크라이나
- 인도
- 모로코
- 사우디아라비아

## 같이 보기
- GPS
- QZSS
- 글로나스
- 베이더우
- 범지구위성항법시스템

## 추가 문헌
- Psiaki, M. L., “Block Acquisition of weak GPS signals in a software receiver”, Proceedings of ION GPS 2001, the 14th International Technical Meeting of the Satellite Division of the Institute of Navigation, Salt Lake City, Utah, September 11-14, 2001, pp. 2838-2850.
- Bandemer, B., Denks, H., Hornbostel, A., Konovaltsev, A., “Performance of acquisition methods for Galileo SW receivers”, European Journal of Navigation, Vol.4, No. 3, pp 17-9, July 2006

### 공식 사이트
- 공식 웹사이트 ?
- European GNSS Supervisory Authority (GSA) ?
- 공식 웹사이트 ? ESA

### 기타
- News and Information ? Host Europe
- The GEO6 project ? Starlab Barcelona sl
- PACIFIC Project ? PACIFIC
- GREAT project ? EU-funded project to develop GALILEO Receivers for Mass Market Applications
- AGILE project 보관됨 2008-06-06 - 웨이백 머신 ? EU-funded project devoted to the analysis of LBS applications and how Galileo will contribute to enhance them
- u-blox 5 GALILEO GPS chips ? First receivers to simultaneously track GPS and GALILEO satellites

#### 관련 뉴스
- Green light for Galileo project - BBC 뉴스, 26 March 2002
- China joins EU's satellite network - BBC 뉴스, 19 September 2003
- EU-US strike sat-navigation deal - BBC 뉴스, 26 June 2004년
- Galileo, fusion energy propel India, E.U. `strategic partnership' - The Hindu 9 November 2004년
- Europe presses ahead on sat-navigation - BBC 뉴스, 10 December 2004년
- Four Galileo spacecraft ordered - BBC 뉴스, 21 December 2004년
- Dead heat for Galileo companies - BBC 뉴스, 1 March 2005년
- Consortia combine to run Galileo - BBC 뉴스, 27 June 2005년
- Q&A: Europe's Galileo project - BBC 뉴스, 26 December 2005년
- Europe launches Galileo satellite - BBC 뉴스, 28 December 2005년
- First Galileo signals received - BBC 뉴스, 13 January 2006년
- First commercial Galileo receiver - EDN, 18 September 2006년
- EU seeks input on use of Galileo navigation system - CBC, 11 December 2006년
- Galileo System in Deep Crisis - BBC 뉴스, 8 May 2007년
- Galileo Project in deep crisis[깨진 링크(과거 내용 찾기)] - CNN, 8 May 2007년
- Galileo firms miss key deadline BBC 뉴스, 10 May 2007년
- EU looks to public funds for satellite system, CBC News, 10 June 2007년
- Galileo demo sat to be despatched, BBC 뉴스, 6 March 2008년